# برنجی
برنجی، برنج علفی، برنج کوهی، شبه برنج (نام علمی: Oryzopsis) نام یک سرده از تیره گندمیان است. این گیاه در ایران ده گونه گیاه گندمی پایا دارد که در مناطق کوهستانی می‌رویند و از گیاهان باارزش مرتعی محسوب می‌گردند.